# Biolística

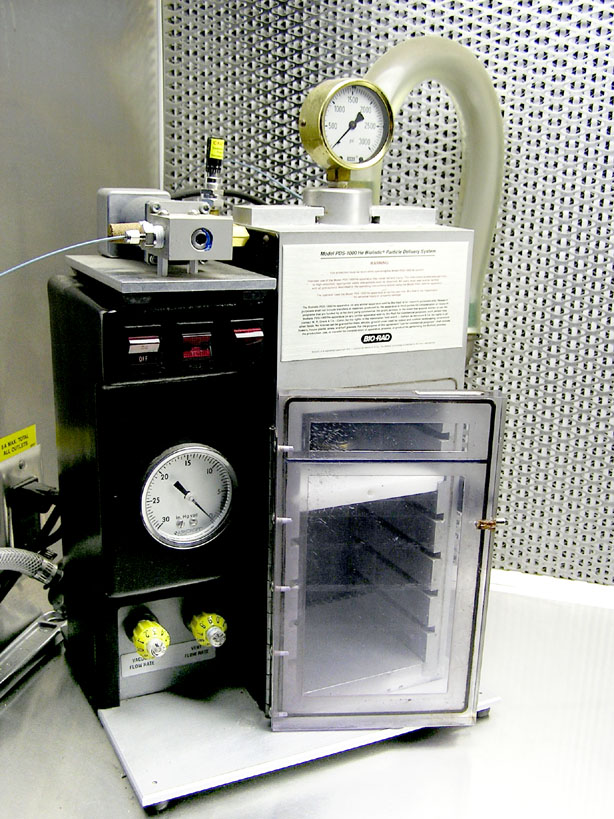
Sistema de Entrega de partículas PSD-1000/He

A Biolística, também chamado de biobalística, é um método de transferência direta de genes em uma célula, com o objetivo de criação de organismos transgênicos. É o método de transferência direta mais usado para transformar células vegetais. Consiste na propulsão dos genes de interesse no interior das  células com a ajuda de um canhão de DNA, com o qual se modifica o DNA da célula.

.O termo biolística deriva de um trocadilho com a palavra de balística.

## Princípios
Utilizam-se microesferas de metal cobertas de DNA (bolas de ouro ou tungstênio de um micrón de diámetro). Projetam-se a enorme velocidade sobre as células que devem modificar com o fim de cruzar sua parede. Estas bolas atrasar-se-ão progressivamente cruzando as diferentes capas celulares. Algumas das células atingidas vão então a integrar espontaneamente os genes em seu genoma. Mas o núcleo da célula inclui o DNA de maneira aleatória.
Segundo as espécies, o período que tem de decorrer dantes de obter uma raça transgênica estável pode variar de alguns dias a vários meses. Este método utiliza-se também para efetuar a transformação dos genomas de orgánulos, cloroplastos ou mitocondrias. A transformação por biolística é uma alternativa interessante à transformação das plantas por Agrobacterium tumefaciens, já que não requer sequências exógenas para permitir a integração do fragmento de DNA.

## O projeto
O sistema de biolística era originalmente uma pistola de ar comprimido Crosman modificada para disparar partículas densas de tungstênio. Ela foi inventada por John C Sanford, Ed Wolf e Nelson Allen na Universidade Cornell, e Ted Klein da DuPont, entre 1983 e 1986.